# Otomana

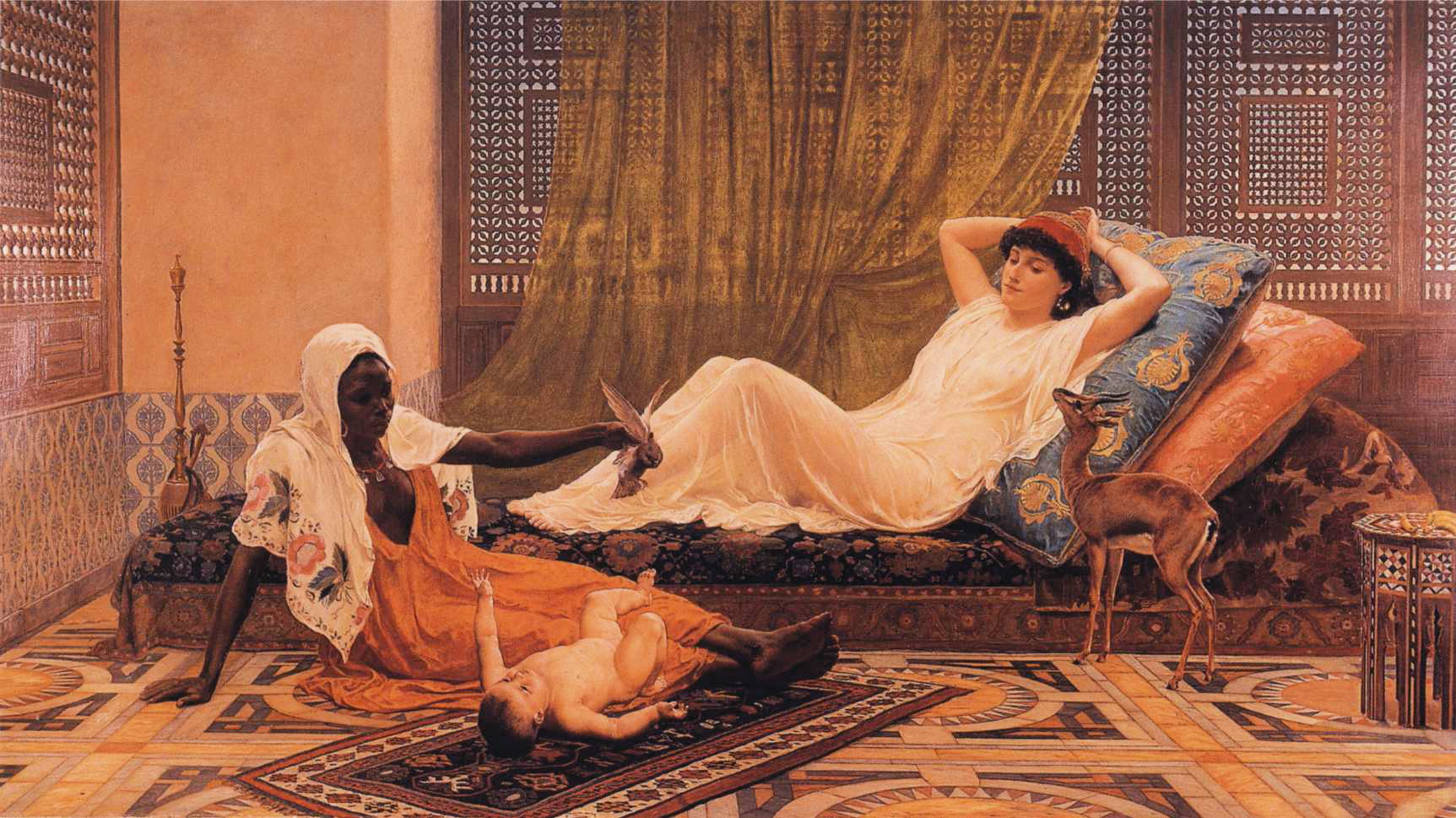
Otomana

Otomana, sofa (z franc. ottomane lub sofa, tur. soffa ‘kamienna ława’) – kanapa turecka, wyściełana, z poduszkami i bocznymi wałkami zamiast poręczy i miękkim oparciem.
Nazwa pojawiła się w Europie pod koniec XVII wieku wraz z modą orientalną. W drugiej połowie XVIII wieku pojawiło się kilka nazw dla odmian wyściełanych kanap i łóżek:
- divan à la turque
- lit à la turque
- sopha
- ottomane – gdy kanapa miała oparcie w kształcie wydłużonego owalu
- sultane
- turquise